# John Taylor (SUD)
John Taylor (1 de noviembre de 1808–25 de julio de 1887) fue un religioso y el tercer presidente de la Iglesia de Jesucristo de los Santos de los Últimos Días desde 1880 cuando murió su predecesor Brigham Young en 1877 hasta su muerte en 1887. Como Presidente de la Iglesia de Jesucristo de los Santos de Los Últimos Días es considerado como profeta, vidente y revelador de Dios con derecho a la revelación en favor de todo el género humano.
- Ordenado: 10 de octubre de 1880.
- Predecesor: Brigham Young.
- Sucesor: Wilford Woodruff.

## Vida
Taylor nació en Milnthorpe, Westmorland (que ahora forma parte de Cumbria), Inglaterra. Hijo de James y Agnes Taylor. Fue bautizado en la Iglesia de Inglaterra, pero se unió a la Iglesia Metodista a los dieciséis y llegó a ser nombrado pastor, un año más tarde se sintió llamado a predicar en los Estados Unidos. Mientras sus padres y hermanos emigraron a Alto Canadá (actualmente Ontario) en 1830. John se quedó en Inglaterra para disponer de los bienes familiares y se unió a su familia en Toronto en 1832. Fue en Canadá que conoció a Leonora Cannon que era de la Isla de Man mientras asistía a una Iglesia Metodista de Toronto y aunque inicialmente ella rechazó su propuesta, se casó con ella el 28 de enero de 1833.

## Servicio en la Iglesia

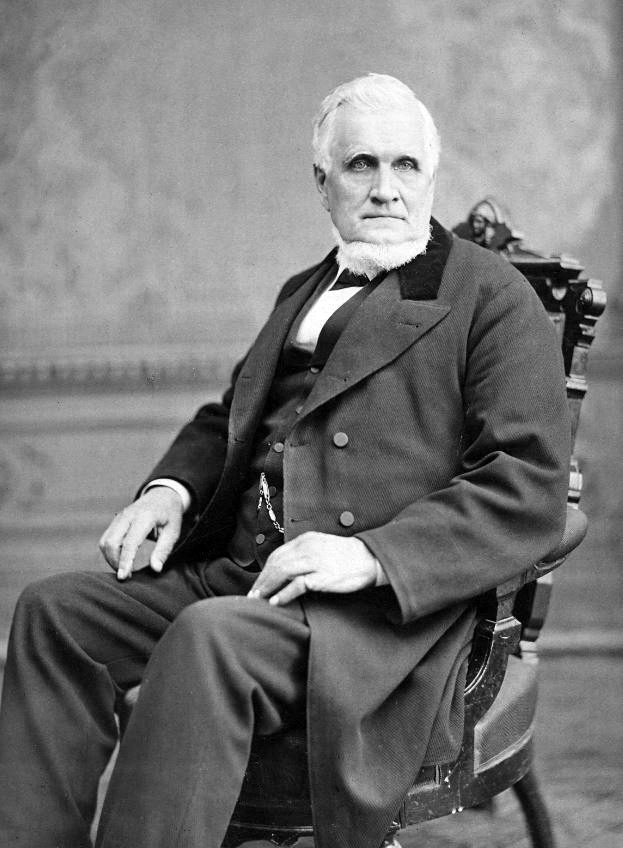

Conocieron la iglesia por medio de Parley P. Pratt, que en aquel entonces era miembro del Quórum de los Doce Apóstoles. Como John y su esposa pertenecían a una religión que oraba por la restauración del cristianismo del Nuevo Testamento, se unieron a la iglesia en 1836. Con posterioridad a esto los Taylor se mudaron a Far West (Misuri) en 1837, y el 19 de diciembre de 1838 John Taylor fue llamado a ser un Apóstol.
| Predecesor: Brigham Young | Presidente de La Iglesia de Jesucristo de los Santos de los Últimos Días 10 de octubre de 1880-25 de julio de 1887 | Sucesor: Wilford Woodruff |

- Datos: Q540244
- Multimedia: John Taylor (Latter Day Saints) / Q540244